# Cyanaeorchis
Cyanaeorchis – rodzaj roślin z rodziny storczykowatych (Orchidaceae). Obejmuje 3 gatunki występujące w północno-wschodniej Argentynie, Paragwaju oraz południowo-wschodniej i centralno-zachodniej Brazylii.

## Morfologia
KwiatyKwiaty odwrócone, żółte lub żółto-zielone.

## Systematyka
Rodzaj sklasyfikowany do podplemienia Eulophiinae w plemieniu Cymbidieae, podrodzina epidendronowe (Epidendroideae), rodzina storczykowate (Orchidaceae), rząd szparagowce (Asparagales) w obrębie roślin jednoliściennych.
Wykaz gatunków
- Cyanaeorchis arundinae (Rchb.f.) Barb.Rodr.
- Cyanaeorchis minor Schltr.
- Cyanaeorchis praetermissa J.A.N.Bat. & Bianch.